# Anton Mirančuk
Anton Andreevič Mirančuk (in russo Антон Андреевич Миранчук?; traslitterazione anglosassone: Anton Andreyevich Miranchuk; Slavjansk-na-Kubani, 17 ottobre 1995) è un calciatore russo, centrocampista o attaccante del Sion e della nazionale russa.

## Biografia
È il fratello gemello di Aleksej Mirančuk, anch'egli calciatore.

## Caratteristiche tecniche
Può giocare sia come trequartista, che come ala.

## Carriera

### Club
Prodotto del vivaio della Lokomotiv Mosca, dopo essere stato mandato nel 2016 a giocare in prestito per un anno in Estonia al Levadia Tallinn, con cui conquista il secondo posto in campionato, torna a Mosca dove vince la Prem'er-Liga con la Lokomotiv. Nella stagione 2018-19 contribuisce con 7 presenze e 4 reti alla conquista della Coppa di Russia.
Dopo aver trascorso 11 stagioni e totalizzato 218 presenze e 51 reti, nel 2024 lascia la Lokomotiv Mosca.
Il 9 settembre 2024 viene acquistato dal Sion.

### Nazionale
Dopo aver fatto la trafila nelle varie rappresentative giovanili della Russia, esordisce in nazionale maggiore il 7 ottobre 2017, in occasione dell'amichevole giocata contro la Corea del Sud, subentrando al compagno di squadra Dmitrij Tarasov a inizio del secondo tempo.
L'8 giugno 2019 segna il suo primo gol con la Russia, siglando la rete del momentaneo 4-0 contro il San Marino.

## Statistiche

### Presenze e reti nei club
Statistiche aggiornate al 18 giugno 2024
| Stagione               | Squadra                | Campionato             | Campionato | Campionato | Coppe nazionali | Coppe nazionali | Coppe nazionali | Coppe continentali | Coppe continentali | Coppe continentali | Altre coppe | Altre coppe | Altre coppe | Totale | Totale |
| Stagione               | Squadra                | Comp                   | Pres       | Reti       | Comp            | Pres            | Reti            | Comp               | Pres               | Reti               | Comp        | Pres        | Reti        | Pres   | Reti   |
| ---------------------- | ---------------------- | ---------------------- | ---------- | ---------- | --------------- | --------------- | --------------- | ------------------ | ------------------ | ------------------ | ----------- | ----------- | ----------- | ------ | ------ |
| 2013-2014              | Lokomotiv Mosca        | PL                     | 0          | 0          | KR              | 1               | 0               | -                  | -                  | -                  | -           | -           | -           | 1      | 0      |
| 2014-2015              | Lokomotiv Mosca        | PL                     | 0          | 0          | KR              | 0               | 0               | -                  | -                  | -                  | -           | -           | -           | 0      | 0      |
| 2016                   | Levadia Tallinn        | ML                     | 30         | 14         | EK              | 1               | 0               | UEL                | 4                  | 1                  | -           | -           | -           | 35     | 15     |
| apr.-mag 2017          | Lokomotiv Mosca        | PL                     | 3          | 0          | KR              | 0               | 0               | -                  | -                  | -                  | -           | -           | -           | 3      | 0      |
| 2017-2018              | Lokomotiv Mosca        | PL                     | 29         | 4          | KR              | 1               | 0               | UEL                | 10                 | 1                  | SR          | 1           | 0           | 41     | 5      |
| 2018-2019              | Lokomotiv Mosca        | PL                     | 25         | 11         | KR              | 7               | 4               | UCL                | 6                  | 1                  | SR          | 1           | 0           | 39     | 15     |
| 2019-2020              | Lokomotiv Mosca        | PL                     | 17         | 3          | KR              | 0               | 0               | UCL                | 1                  | 0                  | SR          | 1           | 0           | 19     | 3      |
| 2020-2021              | Lokomotiv Mosca        | PL                     | 23         | 4          | KR              | 2               | 0               | UCL                | 6                  | 3                  | SR          | 1           | 0           | 32     | 7      |
| 2021-2022              | Lokomotiv Mosca        | PL                     | 9          | 1          | KR              | 0               | 0               | UEL                | 0                  | 0                  | SR          | 1           | 0           | 10     | 1      |
| 2022-2023              | Lokomotiv Mosca        | PL                     | 18         | 5          | CR              | 6               | 3               | -                  | -                  | -                  | -           | -           | -           | 24     | 8      |
| 2023-2024              | Lokomotiv Mosca        | PL                     | 29         | 6          | CR              | 9               | 2               | -                  | -                  | -                  | -           | -           | -           | 38     | 8      |
| Totale Lokomotiv Mosca | Totale Lokomotiv Mosca | Totale Lokomotiv Mosca | 164        | 37         |                 | 26              | 9               |                    | 23                 | 5                  |             | 5           | 0           | 218    | 51     |
| Totale carriera        | Totale carriera        | Totale carriera        | 194        | 51         |                 | 27              | 9               |                    | 27                 | 6                  |             | 5           | 0           | 253    | 66     |

### Cronologia presenze e reti in nazionale
| Cronologia completa delle presenze e delle reti in nazionale ― Russia | Cronologia completa delle presenze e delle reti in nazionale ― Russia | Cronologia completa delle presenze e delle reti in nazionale ― Russia | Cronologia completa delle presenze e delle reti in nazionale ― Russia | Cronologia completa delle presenze e delle reti in nazionale ― Russia | Cronologia completa delle presenze e delle reti in nazionale ― Russia | Cronologia completa delle presenze e delle reti in nazionale ― Russia | Cronologia completa delle presenze e delle reti in nazionale ― Russia |
| Data                                                                  | Città                                                                 | In casa                                                               | Risultato                                                             | Ospiti                                                                | Competizione                                                          | Reti                                                                  | Note                                                                  |
| --------------------------------------------------------------------- | --------------------------------------------------------------------- | --------------------------------------------------------------------- | --------------------------------------------------------------------- | --------------------------------------------------------------------- | --------------------------------------------------------------------- | --------------------------------------------------------------------- | --------------------------------------------------------------------- |
| 7-10-2017                                                             | Mosca                                                                 | Russia                                                                | 4 – 2                                                                 | Corea del Sud                                                         | Amichevole                                                            | -                                                                     | 46’                                                                   |
| 14-11-2017                                                            | San Pietroburgo                                                       | Russia                                                                | 3 – 3                                                                 | Spagna                                                                | Amichevole                                                            | -                                                                     | 67’                                                                   |
| 23-3-2018                                                             | Mosca                                                                 | Russia                                                                | 0 – 3                                                                 | Brasile                                                               | Amichevole                                                            | -                                                                     | 64’                                                                   |
| 27-3-2018                                                             | San Pietroburgo                                                       | Russia                                                                | 1 – 3                                                                 | Francia                                                               | Amichevole                                                            | -                                                                     | 54’ 82’                                                               |
| 30-5-2018                                                             | Innsbruck                                                             | Austria                                                               | 1 – 0                                                                 | Russia                                                                | Amichevole                                                            | -                                                                     | 63’                                                                   |
| 5-6-2018                                                              | Mosca                                                                 | Russia                                                                | 1 – 1                                                                 | Turchia                                                               | Amichevole                                                            | -                                                                     | 87’                                                                   |
| 15-11-2018                                                            | Lipsia                                                                | Germania                                                              | 3 – 0                                                                 | Russia                                                                | Amichevole                                                            | -                                                                     | 61’                                                                   |
| 22-3-2019                                                             | Bruxelles                                                             | Belgio                                                                | 3 – 1                                                                 | Russia                                                                | Qual. Euro 2020                                                       | -                                                                     | 26’                                                                   |
| 8-6-2019                                                              | Saransk                                                               | Russia                                                                | 9 – 0                                                                 | San Marino                                                            | Qual. Euro 2020                                                       | 1                                                                     | 60’                                                                   |
| 11-6-2019                                                             | Nižnij Novgorod                                                       | Russia                                                                | 1 – 0                                                                 | Cipro                                                                 | Qual. Euro 2020                                                       | -                                                                     | 64’                                                                   |
| 9-9-2019                                                              | Kaliningrad                                                           | Russia                                                                | 1 – 0                                                                 | Kazakistan                                                            | Qual. Euro 2020                                                       | -                                                                     | 57’                                                                   |
| 3-9-2020                                                              | Mosca                                                                 | Russia                                                                | 3 – 1                                                                 | Serbia                                                                | UEFA Nations League 2020-2021 - 1º turno                              | -                                                                     | 68’                                                                   |
| 6-9-2020                                                              | Budapest                                                              | Ungheria                                                              | 2 – 3                                                                 | Russia                                                                | UEFA Nations League 2020-2021 - 1º turno                              | 1                                                                     | 67’                                                                   |
| 8-10-2020                                                             | Mosca                                                                 | Russia                                                                | 1 – 2                                                                 | Svezia                                                                | Amichevole                                                            | -                                                                     | 74’                                                                   |
| 11-10-2020                                                            | Mosca                                                                 | Russia                                                                | 1 – 1                                                                 | Turchia                                                               | UEFA Nations League 2020-2021 - 1º turno                              | 1                                                                     | 70’                                                                   |
| 14-10-2020                                                            | Mosca                                                                 | Russia                                                                | 0 – 0                                                                 | Ungheria                                                              | UEFA Nations League 2020-2021 - 1º turno                              | -                                                                     | 55’                                                                   |
| 12-11-2020                                                            | Chișinău                                                              | Moldavia                                                              | 0 – 0                                                                 | Russia                                                                | Amichevole                                                            | -                                                                     | 87’                                                                   |
| 15-11-2020                                                            | Istanbul                                                              | Turchia                                                               | 3 – 2                                                                 | Russia                                                                | UEFA Nations League 2020-2021 - 1º turno                              | -                                                                     | 70’                                                                   |
| 18-11-2020                                                            | Belgrado                                                              | Serbia                                                                | 5 – 0                                                                 | Russia                                                                | UEFA Nations League 2020-2021 - 1º turno                              | -                                                                     | 46’                                                                   |
| 17-11-2022                                                            | Dušanbe                                                               | Tagikistan                                                            | 0 – 0                                                                 | Russia                                                                | Amichevole                                                            | -                                                                     | 46’                                                                   |
| 20-11-2022                                                            | Tashkent                                                              | Uzbekistan                                                            | 0 – 0                                                                 | Russia                                                                | Amichevole                                                            | -                                                                     | 69’                                                                   |
| 23-3-2023                                                             | Teheran                                                               | Iran                                                                  | 1 – 1                                                                 | Russia                                                                | Amichevole                                                            | 1                                                                     | 78’                                                                   |
| 26-3-2023                                                             | San Pietroburgo                                                       | Russia                                                                | 2 – 0                                                                 | Iraq                                                                  | Amichevole                                                            | 1                                                                     | 46’                                                                   |
| 12-9-2023                                                             | Al Wakrah                                                             | Qatar                                                                 | 1 – 1                                                                 | Russia                                                                | Amichevole                                                            | -                                                                     | 69’                                                                   |
| 12-10-2023                                                            | Mosca                                                                 | Russia                                                                | 1 – 0                                                                 | Camerun                                                               | Amichevole                                                            | -                                                                     | 65’                                                                   |
| 16-10-2023                                                            | Aksu                                                                  | Russia                                                                | 2 – 2                                                                 | Kenya                                                                 | Amichevole                                                            | -                                                                     | 67’                                                                   |
| 20-11-2023                                                            | Volgograd                                                             | Russia                                                                | 8 – 0                                                                 | Cuba                                                                  | Amichevole                                                            | 1                                                                     | 46’                                                                   |
| 21-3-2024                                                             | Mosca                                                                 | Russia                                                                | 4 – 0                                                                 | Serbia                                                                | Amichevole                                                            | 1                                                                     | 65’                                                                   |
| 7-6-2024                                                              | Minsk                                                                 | Bielorussia                                                           | 0 – 4                                                                 | Russia                                                                | Amichevole                                                            | -                                                                     |                                                                       |
| 25-3-2025                                                             | Mosca                                                                 | Russia                                                                | 5 – 0                                                                 | Zambia                                                                | Amichevole                                                            | -                                                                     | Cap.                                                                  |
| 6-6-2025                                                              | Mosca                                                                 | Russia                                                                | 1 – 1                                                                 | Nigeria                                                               | Amichevole                                                            | -                                                                     | 61’                                                                   |
| 10-6-2025                                                             | Minsk                                                                 | Bielorussia                                                           | 1 – 4                                                                 | Russia                                                                | Amichevole                                                            | -                                                                     | 79’                                                                   |
| Totale                                                                |                                                                       | Presenze                                                              | 32                                                                    |                                                                       | Reti                                                                  | 7                                                                     |                                                                       |

## Palmarès

### Club

#### Competizioni nazionali
- Campionato russo: 1

Lokomotiv Mosca: 2017-2018
- Coppa di Russia: 2

Lokomotiv Mosca: 2018-2019, 2020-2021
- Supercoppa di Russia: 1

Lokomotiv Mosca: 2019